# حسن توانا
حسن توانا قزوینی از سیاستمداران ایرانی بود، که در دوره‌ دهم بعنوان نماینده کرمان در مجلس شورای ملی حضور داشت.